# 丽贝卡·帕克斯
丽贝卡·格蕾丝·帕克斯（英語：Rebecca Grace Parkes，1994年8月16日—），匈牙利水球运动员，生于新西兰。代表匈牙利国家女子水球队参加2020年夏季奥林匹克运动会女子水球比賽。